# Katastrofa lotnicza w Bengazi
Katastrofa lotnicza w Bengazi – katastrofa lotnicza do której doszło 9 sierpnia 1958 w Bengazi w Libii. Samolot Vickers Viscount, należący do linii lotniczych Central African Airways i lecący z Wadi Halfy w Sudanie do Bengazi, rozbił się podczas podchodzenia do lądowania. W wyniku katastrofy śmierć poniosło 36 osób (32 pasażerów i 4 członków załogi), a rannych zostało 18 osób.
Samolot Vickers Viscount (nr rej. VP-YNE), należący do linii Central African Airways, odbywał rutynowy, nocny lot z miasta Wadi Halfa w Sudanie do Bengazi. Na pokładzie samolotu znajdowały się 54 osoby – 47 pasażerów i 7 członków załogi. Około godziny 1:14, podczas podchodzenia do lądowania Vickers uderzył we wzgórze. Zderzenie miało miejsce 9 kilometrów na południowy wschód od lotniska w Bengazi. W wyniku katastrofy śmierć poniosło 36 osób z 54 przebywających na pokładzie.
Przyczyną katastrofy był błąd pilota. Ustalono, że podczas podchodzenia do lądowania, pilot błędnie odczytał dane ze swojego wysokościomierza. Było to spowodowane zmęczeniem pilota. W efekcie pilot zszedł maszyną poniżej odpowiedniej dla lotniska w Bengazi wysokości i doprowadził do zderzenia ze wzgórzem.